# Go Way!
「Go Way!」（ゴー・ウェイ）は、SILENT SIRENの16枚目のシングルである。2018年11月14日にユニバーサル ミュージックLLCから発売された。

## 概要
- 前作『19 summer note.』から約4ヶ月振りのリリース。
- 表題曲「Go Way!」は、TBS系TVアニメ『新幹線変形ロボ シンカリオン』のエンディング主題歌である。
- 本作から3年後の2021年末を以って活動休止を表明した為、最後のシングルCD作品となった。

## 販売形態
- 初回限定盤（CD+DVD 表題曲「Go Way!」MV＆メイキング映像を収録）：UPCH-89397
- 通常盤(シンカリオン盤)（CDのみ 初回プレスのみシンカリオン・オリジナルイラストジャケットステッカーを付属）：UPCH-89398
- ファンクラブ限定盤（CD+DVD 特典映像 + メンバーインタビュー入りSPECIAL ZINE Vol.2 + オリジナル・ピンナップポスター 第2弾 ※EPサイズ特殊仕様）：PDCN-5910

## 収録曲
※全作詞：すぅ　M-1を除き全作曲・編曲：クボナオキ
1. Go Way!
作曲：すぅ、クボナオキ
  - TBS系TVアニメ『新幹線変形ロボ シンカリオン（第1期）』の第3期（第39話 - 第51話）エンディング主題歌。
2. クリームソーダ
3. Melty
4. Go Way!（カラオケ・バージョン）
  - 通常盤のみ収録。

### 初回限定盤DVD
1. 「Go Way!」Music Video
2. 「Go Way!」Making of Music Video
3. 「Go Way!」Making of Jacket Shooting